# Min Enze
Min Enze (chinois simplifié : 闵恩泽 ; chinois traditionnel : 閔恩澤 ; pinyin : Mǐn Ēnzé), né le 4 février 1924 à Chengdu et mort le 7 mars 2016 à Pékin, est un expert chinois renommé dans la catalyse pétrochimique, et un académicien de l'Académie chinoise des sciences (CAS) et l'Académie chinoise d'ingénierie (CAE).

## Biographie
Min est né à Chengdu, province du Sichuan.
Il est diplômé de l'université nationale centrale (université de Nankin) en 1946, avec spécialisation en génie chimique.
En 1951, Min a obtenu son diplôme de médecin de l'université d'État de l'Ohio aux États-Unis. Il a travaillé pour la National Aluminate Corporation entre 1951 et 1955. Il est retourné en Chine en août 1955 après la fin de la guerre de Corée et a été affecté à l'Institut de raffinage du pétrole de Pékin (aujourd'hui Institut des sciences de la pétrochimie de la China Petroleum and Chemical Corporation). Min a été élu académicien de la CAS en 1980, membre du Third World Academy of Sciences (TWAS) en 1993, et académicien de l'Académie chinoise d'ingénierie en 1994. Il a servi en tant que président du comité scientifique de l'Institut des sciences pétrochimiques de la China Petroleum and Chemical Corporation (Sinopec).
Min a reçu le prix prééminent national de science et technologie en 2007, le prix scientifique le plus prestigieux décerné en Chine.
Min meurt le 7 mars 2016 à l'âge de 92 ans à Pékin.
L'astéroïde 30991 Minenze est nommé en son honneur.